# Laboratorios Cinfa
Cinfa es una empresa multinacional que se dedica a la industria farmacéutica. Su sede principal se encuentra en Olloqui, en los alrededores de la ciudad de Pamplona (España). La compañía se creó en el año 1969, como primera empresa de la sociedad Infarco, constituida en 1964 por un grupo de farmacéuticos. Destaca en la producción de medicamentos genéricos en el mercado español.

## Historia
Laboratorios Cinfa es una empresa perteneciente al Grupo Cinfa, fundada en 1964 por Ezequiel Lorca. En 1969 lanzó su primer medicamento al mercado y en 1973 su línea de ortopedia. A partir de 1994, comenzó su expansión en el mundo de los medicamentos genéricos que culminó en 1998 con el lanzamiento de sus dos primeras moléculas: ranitidina y diclofenaco. En 2008, el laboratorio navarro lanzó su primer medicamento genérico de alta especialización.
Laboratorios Cinfa ha sido un ejemplo de caso de éxito de la Sociedad de Desarrollo de Navarra, con la apuesta por el sector biofarmacéutico en 1996.

## Instalaciones
Cinfa cuenta con dos plantas de producción en las inmediaciones de Pamplona que suman más de 70.000 metros cuadrados; una de la localidad de Huarte y otra en la de Olloqui.
La planta de Areta (Huarte) centra en torno al 90% de la producción, mientras que la de Olloqui cuenta con la nave de desarrollo y fabricación de medicamentos genéricos de alta especialización, la nave de acondicionado, un almacén robotizado en silo y un centro de logística. A finales de 2016, la Administración de Alimentos y Medicamentos de Estados Unidos (FDA) autorizó a la planta de Olloqui como apta para la fabricación de un medicamento cuyo destino es el país americano.

## Productos
Los diferentes productos fabricados por Cinfa se puede diferenciar en:
- Comprimidos
- Granulados
- Jarabes
- Suspensiones
- Cápsulas duras
- Soluciones para pulverización nasal